# FK Igalo 1929
Der FK Igalo 1929 ist ein Fußballverein aus der montenegrinischen Stadt Igalo. Er spielt in der Druga Crnogorska Liga, der zweithöchsten Spielklasse des Landes.

## Geschichte
Der Verein wurde 1929 als Primorje gegründet und gehört zu den ältesten Fußballvereinen auf dem Gebiet um die östlich gelegene Gemeinde Herceg Novi. Bis in die 1970er Jahre spielte Igalo in der rangniedrigen vierten Liga Süd. In der Saison 1974/75 gewann der Verein die erste Meisterschaft in der Liga. Dieser Erfolg brachte ihnen den ersten Aufstieg in die Liga der Republik Montenegro ein, in der sie bis zur Unabhängigkeit (2006) die meiste Zeit verbrachten.
In der Saison 1987/88 gewann Igalo die Vizemeisterschaft und spielte für ein Jahr in der neu gegründeten dritten jugoslawischen Liga. In der Saison 1995/96 gewann Igalo die Meisterschaft der Republik Montenegro und stieg zum ersten Mal in die zweite jugoslawische auf. Das Team machte in dieser Saison mit dem Gewinn des Pokals der Republik Montenegros das Double. Der Verein landete nach dem Aufstieg auf dem letzten Tabellenplatz und stieg wieder ab.
Nach der Unabhängigkeit spielte Igalo bis zur Saison 2010/11 in der dritten Liga. In diesem Jahr gelang dem Verein der Aufstieg in die Zweite Liga. Nachdem Igalo als Dritter die 2. Liga beendete, spielte das Team in den Play-offs um den Aufstieg in die höchste Liga. Nach einer 0:2-Niederlage bei Mornar Bar gewann man das Rückspiel mit 2:0, verpasste aber nach verlorenem Elfmeterschießen den Aufstieg. Im Pokalfinale 2018 unterlag die Mannschaft Mladost Podgorica mit 0:2.
Nach dem Abstieg 2019 und dem sofortigen Wiederaufstieg scheiterte Igalo erneut in den Play-offs zur ersten Liga an Iskra Danilovgrad.

## Erfolge
- Montenegrinischer Fußballpokal: Finalist 2017/18
- Treća Crnogorska Liga: Sieger: 2010/11, 2019/20
- Liga der Republik Montenegro: Sieger 1995/96
- Pokal der Republik Montenegro: Sieger 1995/96

## Mimoza Cup

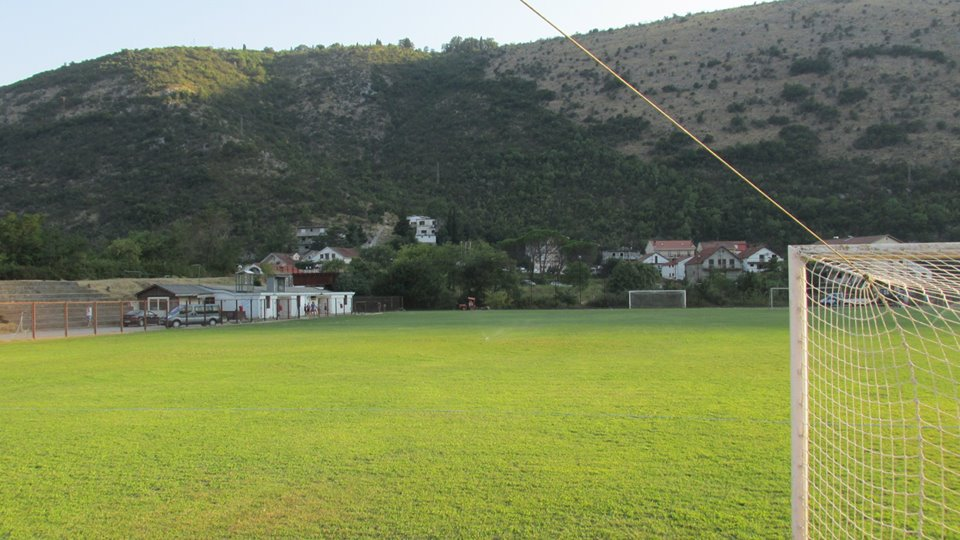
Stadion Solila

Seit 1973 ist der FK Igalo jedes Jahr im Februar Gastgeber des traditionellen Mimoza Cup., an der zahlreiche Mannschaften wie Budućnost Budućnost, Hajduk Split, Partizan Belgrad, Roter Stern Belgrad, Željezničar Sarajevo, FC Luzern und andere. Es ist das älteste Fußballturnier an der montenegrinischen Küste. Alle Spiele werden im Stadion Solila ausgetragen.